# Medalla al Trabajo President Macià
La Medalla al Trabajo President Macià es una distinción que otorga el Gobierno de la Generalidad de Cataluña como reconocimiento a aquellas personas que hayan destacado por sus cualidades o méritos personales, o por los servicios prestados en beneficio de los intereses generales dentro del mundo del trabajo. La distinción de la Placa al Trabajo President Macià se otorga como reconocimiento a las empresas u organizaciones.
Estas medallas y placas llevan el nombre del presidente Francesc Macià y se crearon en 1938 para recompensar méritos laborales, tanto de trabajadores individuales como de empresas. La concesión de estos galardones está abierta a cualquier persona o entidad, siempre que haya sido propuesta por uno de los Departamentos de la Generalidad, o a instancia de una persona o entidad que desarrolle actividades empresariales, sindicales, sociales o similar.
La concesión es anual y la relación de personas y entidades que reciben esta distinción se publica en el Diario Oficial de la Generalidad de Cataluña.
El diseño original de la medalla condecorativa es obra de Manuel Capdevila Massana, ganador del concurso convocado en 1981 por el Consejo de Diseño de la Generalidad de Cataluña. La versión actual fue rediseñada por el orfebre y joyero Manel Capdevila Coral.
La Medalla al Trabajo President Macià se presenta en su estuche correspondiente, junto con el botón de solapa que es una réplica del anverso de la medalla. En el reverso figura el símbolo de la Generalidad de Cataluña, el título de la medalla, el nombre y apellidos de la persona distinguida y, en la parte inferior, el año correspondiente.